# Luzon B. Morris

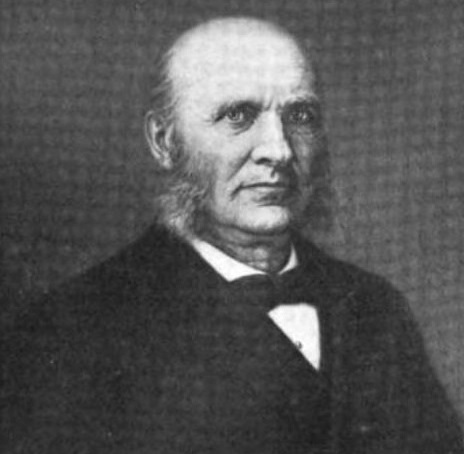
Luzon B. Morris

Luzon Burritt Morris (* 16. April 1827 in Newtown, Fairfield County, Connecticut; † 22. August 1895 in New Haven, Connecticut) war ein US-amerikanischer Politiker und von 1893 bis 1895 Gouverneur des US-Bundesstaates Connecticut. Er war Mitglied der Demokratischen Partei.

## Frühe Jahre und politischer Aufstieg
Luzon Morris graduierte 1858 an der Yale University, studierte anschließend Jura und bekam dann 1856 seine Zulassung als Anwalt. Morris entschied sich 1855, eine politische Laufbahn einzuschlagen. Er kandidierte für einen Sitz im Repräsentantenhaus von Connecticut, wo er nach erfolgreicher Wahl auch tätig war. Ferner war er im Verlauf der Jahre, 1856, 1870, 1876, 1880, sowie noch einmal 1881 in diese Stellung wiedergewählt worden. Er war auch zwischen 1857 und 1863 als Richter am Nachlassgericht von New Haven tätig sowie zwischen 1874 und 1876 Mitglied von Connecticuts Senat. Ebenso war er in einigen Ausschüssen tätig, einer von diesen verbesserte Connecticuts Nachlassgesetze. Er kandidierte zwei Mal, 1888 und 1890, erfolglos für das Amt des Gouverneurs von Connecticut.

## Gouverneur von Connecticut
Morris wurde 1892 zum Gouverneur von Connecticut gewählt. Während seiner Amtszeit befürwortete er verfassungsmäßige Änderungen in den Wahlgesetzen, jedoch war er bei dem Erreichen der entsprechenden Änderungen erfolglos. Gouverneur Morris’ Beliebtheit nahm infolge der trostlosen Finanzdepression, die den Staat überforderte, allmählich ab, so dass er keine Wiederwahl anstrebte.

## Weiterer Lebenslauf
Nachdem er sein Amt am 9. Januar 1895 verlassen hatte, kehrte er zu seiner Anwaltspraxis zurück. Er war auch später Präsident der Connecticut Savings Bank of New Haven.
Luzon B. Morris verstarb am 22. August 1895 und wurde dann auf dem Evergreen Cemetery in New Haven beigesetzt. Er war mit Eugenia L. Tuttle verheiratet. Das Paar hatte sechs gemeinsame Kinder.